# 岡田良機
岡田 良機（おかだ よしき、1943年 - ）は、宝塚歌劇団の元音楽指揮者。

## 略歴
京都市立堀川高等学校音楽課程（現・京都市立京都堀川音楽高等学校）を経て、京都市立音楽短期大学管楽器専攻科にてオーボエを岩崎勇に師事した。
卒業後、1963年にオーボエ奏者として大阪フィルハーモニー交響楽団に入団する。首席奏者として11年間の活躍したのち、1974年に宝塚歌劇団オーケストラに移籍、1982年より指揮者に転身する。

## 活動
宝塚歌劇オーケストラだけではなく、関西の学生オーケストラやアマチュアオーケストラへの指導も熱心に行っている。

## 逸話
- 専攻楽器は中学時代にホルンからトランペットに、さらに高校時代の途中からオーボエに替わる。
- 大フィル時代の1974年に外山雄三よりオーボエ協奏曲を贈られる。